# Dwudziestokąt
Dwudziestokąt – wielokąt, mający 20 boków. Suma jego kątów wewnętrznych wynosi 3240°.

## Dwudziestokąt foremny

Dwudziestokąt foremny

Dwudziestokąt foremny ma dwadzieścia równych boków oraz dwadzieścia kątów o równej mierze. Każdy kąt ma miarę 162°.
Pole powierzchni dwudziestokąta foremnego o boku długości {\displaystyle a} opisuje poniższy wzór:
{\displaystyle P=5a^{2}\left(1+{\sqrt {5}}+{\sqrt {5+2{\sqrt {5}}}}\right)=5a^{2}\operatorname {ctg} {\frac {\pi }{20}}\approx 31{,}5688\cdot a^{2}.}
Dwudziestokąt foremny można skonstruować za pomocą zwykłego cyrkla oraz linijki, poniżej przedstawiony jest jeden z możliwych algorytmów konstrukcji.

Przykładowa konstrukcja dwudziestokąta foremnego